# Aphelidesmus divergens
Aphelidesmus divergens är en mångfotingart som beskrevs av Chamberlin 1918. Aphelidesmus divergens ingår i släktet Aphelidesmus och familjen Aphelidesmidae. Inga underarter finns listade i Catalogue of Life.